# Blockout
Blockout è un videogioco arcade rompicapo pubblicato da California Dreams nel 1989. È la versione tridimensionale di Tetris i cui pezzi sono policubi. Del videogioco esistono numerose conversioni per console domestiche. Sono stati realizzati inoltre i port per iOS e Windows Phone.
Titoli con modalità di gioco simile a Blockout sono Welltris (realizzato da Aleksej Leonidovič Pažitnov), Geom Cube (PlayStation, 1995) e 3D Tetris (Virtual Boy, 1996). Un clone del videogioco originale, dal titolo BlockOut II, è stato distribuito sotto GNU General Public License.